# Colgar peracutum
Colgar peracutum är en insektsart som först beskrevs av Walker 1858.  Colgar peracutum ingår i släktet Colgar och familjen Flatidae. Inga underarter finns listade i Catalogue of Life.